# Духмянець
Духмянець (Hedypnois) — рід квіткових рослин з родини айстрових. Містить 4 види, які поширені від Середземномор'я до Ірану й Саудівської Аравії; вид H. rhagadioloides інтродукований до США, Австралії, ПАР, деяких країн Європи.

## Морфологічна характеристика
Це однорічні рослини (5)10–60+ см. Стебло зазвичай 1, прямовисне, розгалужене дистально, ± щетинисті. Листки прикореневі (на ніжках) та стеблові (сидячі), пластини ланцетні, лінійні, зворотно-ланцетні, довгасті чи яйцеподібні, краї цілі чи зубчасті до перисто-лопатевих, поверхні ± щетинисті. Голови поодинокі чи в нещільних щиткоподібних рядах. Квіточок 8–30+; віночки жовті (часто червонуваті проксимально, зеленуваті абаксиально). Ципсели від темно-коричневого до чорного забарвлення, від циліндричних до веретеноподібних, без дзьоба, ребра 12–15, грані ± шершаві чи колючі; папуси білуваті. x = 9.

## Види
- Hedypnois arenaria DC.
- Hedypnois arenicola Sennen & Mauricio
- Hedypnois caspica Hornem.
- Hedypnois rhagadioloides (L.) F.W.Schmidt